# Municipio de Hiawatha (Míchigan)
El municipio de Hiawatha (en inglés: Hiawatha Township) es un municipio ubicado en el condado de Schoolcraft en el estado estadounidense de Míchigan. En el año 2010 tenía una población de 1302 habitantes y una densidad poblacional de 1,73 personas por km².

## Geografía
El municipio de Hiawatha se encuentra ubicado en las coordenadas 46°14′7″N 86°19′40″O / 46.23528, -86.32778. Según la Oficina del Censo de los Estados Unidos, el municipio tiene una superficie total de 753.34 km², de la cual 718,55 km² corresponden a tierra firme y (4,62 %) 34,79 km² es agua.

## Demografía
Según el censo de 2010, había 1302 personas residiendo en el municipio de Hiawatha. La densidad de población era de 1,73 hab./km². De los 1302 habitantes, el municipio de Hiawatha estaba compuesto por el 90,32 % blancos, el 0,23 % eran afroamericanos, el 6,84 % eran amerindios, el 0,23 % eran asiáticos, el 0,23 % eran de otras razas y el 2,15 % eran de una mezcla de razas. Del total de la población el 0,46 % eran hispanos o latinos de cualquier raza.